# Tahuaxni Norte
Tahuaxni Norte är en ort i Mexiko.   Den ligger i kommunen Zozocolco de Hidalgo och delstaten Veracruz, i den sydöstra delen av landet, 180 km nordost om huvudstaden Mexico City. Tahuaxni Norte ligger 308 meter över havet och antalet invånare är 718.
Terrängen runt Tahuaxni Norte är huvudsakligen kuperad, men åt nordost är den platt. Runt Tahuaxni Norte är det tätbefolkat, med 356 invånare per kvadratkilometer. Närmaste större samhälle är Olintla, 12,5 km sydväst om Tahuaxni Norte. Omgivningarna runt Tahuaxni Norte är en mosaik av jordbruksmark och naturlig växtlighet.